# Понтійська ліра
Понтійська ліра (грец. Ποντιακή λύρα, Pontiakí lýra) або чорноморське кеменче (тур. Karadeniz kemençesi) — традиційний грецький і турецький музичний інструмент. Відноситься до категорії струнно-смичкових музичних інструментів. Він має три струни, які зазвичай налаштовані на чисті кварти. Це найвідоміший музичний народний інструмент греків Понту. Вірогідно, був винайдений між XI і XII століттями. Інструмент виготовляється з різних порід дерева і має бутлеподібну форму.
Не плутати з іншим інструментом зі схожою назвою — класичне кеменче.

## Історія
Точних даних про походження понтійської ліри не існує, але вважають, що вона походить від перської каманче. З'явилася в XI–XII століттях, була поширена на південно-східних берегах Чорного моря — в історичному Понті (нині частина сучасної Турецької Республіки), від якого отримала свою назву. За словами Павлоса Айропулоса, інструмент винайшли саме греки Понту.
У добу Трапезундської імперії одержала найбільше поширення. Понтійська ліра панувала в оркестрах при дворі Трапезундських імператорів Комнінів. У період Османської імперії понтійська ліра отримала свою другу назву — «кеменче». До XX століття вона була поширена в Османській імперії та на півдні Російської імперії.
Після греко-турецького обміну населенням 1923 року понтійська ліра з'явилася й в Грецькому королівстві. Зараз понтійська ліра  — національний народний інструмент народів Туреччини та Греції, а також народний інструмент греків Росії, України, Грузії, Казахстану та Узбекистану — понтійських греків. На понтійській лірі також грають лази, курди, ассирійці, аджарці і гамшенські вірмени. Крім цього, її можна зустріти в усіх країнах проживання грецької і турецької діаспор.
19–20 листопада 2005 року у грецькому місті Аргіруполіс відбувся Всесвітній конкурс майстрів з виготовлення понтійських лір. Організатором конкурсу став Союз понтійців Аргіруполіса, Парламент Греції та Культурний центр імені Мікіса Теодоракіса. Учасником Євробачення 2010 від Греції став Георгіос Алкеос, який виконуватиме пісню у супроводі понтійської ліри.

## Зовнішній вигляд
Понтійська ліра і споріднені їй інструменти характеризуються бутилеподубною формою з довгою шийкою і вузьким резонатором. Корпус інструменту монолітний, виготовляється з шовковиці, сливи, волоського горіха чи граба, верхня дека із сосни. До 1920 року струни вироблялися з шовку, виходило мелодійне, але слабке звучання. Інструмент настроювався на високий тон зілія або низький — гапанья. Звук різкий, але мелодійний, використовується для виконання народних танців та пісень. Під час гри низько налаштовані струни «гудуть», створюючи своєрідний фон для основної мелодії, яка виконується на струнах з більш високим ладом. Мелодію часто грають квартами на двох або навіть трьох струнах одночасно, використовуючи примітивну акордову систему. Ритм складний, часто синкопований, асиметричний (5 / 8, 7 / 8, 9 / 14) з рясними трелями.
Смичок для понтійської ліри довжиною від 50 до 60 см з прикріпленим пучком кінського волосу. Смичок не оснащений механізмом для регулювання натяжіння волосу. Це робить під час гри сам музикант. Для смичка беруть кінський волос самця.
Існують незначні відмінності в геометрії понтійської ліри в залежності від географії поширення. Приміром, розрізи «ефів» у Туреччині — прямі, а в Греції — дугоподібні. Дещо відрізняється головка інструменту.

## Спосіб гри
На понтійської лірі грають стоячи або сидячи. Часто музикант стає в коло танцівників і разом з ними грає і танцює під акомпанемент великого барабана (даул). Музикант може тримати інструмент перед собою (стоячи), класти на коліно чи між колін (сидячи). Понтійська ліра під час гри завжди має легкий нахил ліворуч. Хоча на грушоподібних лірах (див. класичне кеменче, критська ліра) грають нігтями, на пляшкоподібній понтійській лірі струни натискаються пучками пальців, як при грі на скрипці.
Особливою характеристикою традиційної гри на понтійській лірі є її поліфонія, в якій домінує гра з бурдоном та ведення паралельних кварт.

## Стрій понтійської ліри
У наш час у ліри три струни з металу: зил (ля), месі (мі), хамп (сі бемоль).
Розповсюджені строї:
- квартовий стрій (від найтовщої) — AEB та похідні — GDA, EAD тощо.
- з двома струнами-бурдонами — AAD[7].